# Kozlovo
Kozlovo (in russo Козлово?) è un insediamento di tipo urbano della Russia europea, situato nell'oblast' di Tver', nel Konakovskij rajon.
Si trova 60 km a sud-est di Tver' e a 11 km dalla stazione ferroviaria «Zavidovo» sulla linea Mosca - San Pietroburgo.